# Isaias Afewerki
Isaias Afwerki (tigrinya: ኢሳይያስ ኣፈወርቂ) (Asmara, Eritrea, 2 de febrer de 1946) és el primer i actual president d'Eritrea, càrrec al qual accedí amb la independència del país, el 1993.
El 1966 es va incorporar al Front per a l'Alliberament d'Eritrea (FLE) i va viatjar a la Xina on va ingressar en l'Exèrcit per a la seva formació. Més tard va ser cofundador del Front Popular per a l'alliberament d'Eritrea, i va ser nomenat secretari general l'any 1987. Després de la independència del seu país, es va convertir en el primer president i va dirigir els enfrontaments armats que es van succeir després amb Etiòpia. Va convertir el FPLE en Front Popular per a la Democràcia i la Justícia (PFDJ) que funciona com a partit únic.
Considerat per molts analistes internacionals com un dictador, no ha convocat eleccions lliures des del seu accés a la Presidència.